# 小川智代
小川 智代（おがわ ともよ、3月25日 - ）は、日本の女性声優。東京都出身。
以前はぷろだくしょんバオバブに所属していた。ものがたりグループ☆ポランの会主催。旧芸名は小川 智子（おがわ ともこ）。

## 略歴
パン・パシフィック・インスティチューツ英文国際秘書本科卒業。
外資系船会社に勤務し、バオバブ学園（現：ビジュアル・スペース俳優養成所）8期生を経て、ぷろだくしょんバオバブに所属していた。
宮沢賢治研究会会員、宮沢賢治イーハトーブセンター会員。

## 人物
声種はアルト。
声優としては、アニメ、吹き替え、ナレーションで活躍している。
趣味はバオバブ学園在学中に習い始めた小唄、パッチワーク、ロジック、ドライブ、読書。特技はバドミントン、レース編み。
資格は普通自動車免許。

## 出演作品

### テレビアニメ
- クレヨンしんちゃん（女子高生C）
- 天使な小生意気（女子B）
- ネギま!?（木乃香の母）

### 劇場版アニメ
- 逮捕しちゃうぞ the MOVIE（森田桂子）

### 吹き替え
- 犬いなる遺産
- 殺人療法
- ザ・リミット（ロスト）
- ナイルの宝石 ※テレビ朝日版
- パワーレンジャー（オクトプラント、アナウンス）

### ナレーション
- スッキリ!!

### その他コンテンツ
- TBC TVCF（ヴィクトリア夫人）